# Spotkanie nad morzem
Spotkanie nad morzem – powieść dla dzieci autorstwa Jadwigi Korczakowskiej. Po raz pierwszy została wydana w 1962 roku przez Naszą Księgarnię. W roku 1994 powstała telewizyjna adaptacja powieści (spektakl telewizyjny). Książka stanowiła kanon lektur szkolnych, szczególnie dla klasy czwartej szkoły podstawowej. 

## Fabuła
Danusia spędza wakacje nad morzem. Z początku jest samotna, później poznaje Elzę, niewidomą dziewczynkę, którą wychowują państwo Budziszowie. Dziewczynki stają się nierozłączne. Po powrocie do domu Elza mieszka razem (przez 2 miesiące) z Danusią.